# Schura Niedersachsen

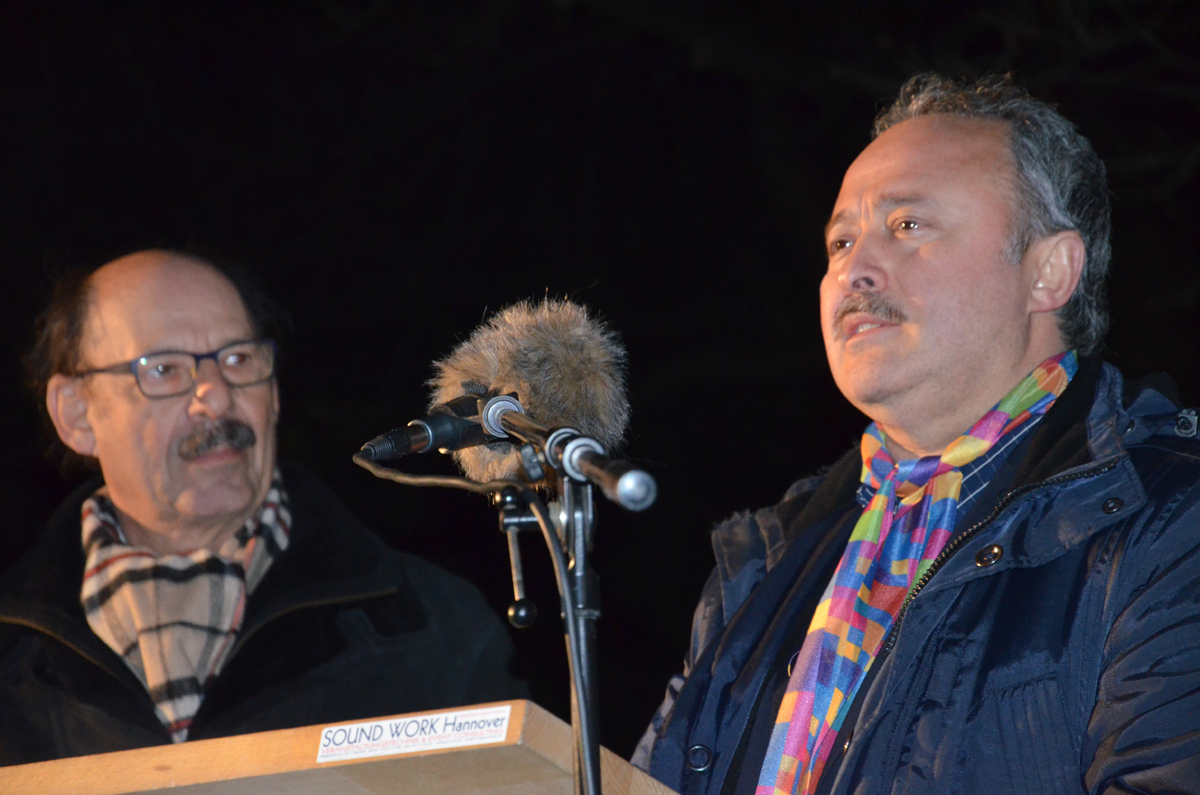
Avni Altiner (rechts), ehemaliger Vorsitzender der Schura Niedersachsen, neben Michael Fürst vom Landesverband der Jüdischen Gemeinden von Niedersachsen bei seiner Rede gegen Hagida und für Toleranz und Vielfalt am 12. Januar 2014

Schura Niedersachsen ist der Beiname des „Landesverbands der Muslime in Niedersachsen e.V.“, der als eingetragener Verein die Niedersächsischen Muslime zu vertreten sucht. Nach eigenen Angaben hat die Schura Niedersachsen 92 Mitgliedsorganisationen. 

## Geschichte
Schura Niedersachsen wurde gegründet, um Muslimen einen islamischen Religionsunterricht in Niedersachsen zu ermöglichen. Im Sommer 2001 bildete sich ein „Arbeitskreis Islamischer Religionsunterricht“ als Vorläufer für die 2002 als Landesverband der Muslime in Niedersachsen gegründete Schura Niedersachsen.
Gemeinsam mit dem Dachverband „DITIB Niedersachsen und Bremen e.V.“ entsendet Schura Niedersachsen je zwei Vertreter in den „Beirat für den islamischen Religionsunterricht in Niedersachsen“, dem Ansprechpartner des Niedersächsischen Kultusministeriums in religiösen Angelegenheiten. Der Beirat wirkt an der Entwicklung von Lehrplänen mit und erteilt den staatlichen Lehrkräften die Lehrerlaubnis (Idschaza).

Der gegenwärtige Vorsitzende ist Recep Bilgen, ein Mitglied der vom Verfassungsschutz beobachteten islamischen Gemeinschaft Milli Görüs.